# Akecsi Micuhide
Akecsi Micuhide (japánul: 明智 光秀, Akechi Mitsuhide) (1528?–1582. július 2.), becenevén Dzsúbei a Szengoku-korban élt japán hadvezér volt, aki Oda Nobunaga daimjónak szolgált. 1582-ben pártütést követett el, amely Nobunaga halálához vezetett a Honnódzsi-templomban.

## Felemelkedése
A születési helye bizonytalan, vagy Kiotóban, vagy a Mino tartománybeli Kaniban (a mai Gifu prefektúra) látta meg a napvilágot. Akkor állt Nobunaga szolgálatába, amikor az 1566-ban meghódította Minót. Mielőtt Nobunagához szegődött volna, Asikaga Josiakinál és Aszakura Josikagénál szolgált. Bár Nobunaga ritkán bízott híveiben, Sibata Kacuiéban, de leginkább Tojotomi Hidejosiban bízott, és nem utolsósorban Micuhidében is. Micuhide volt az első olyan csatlósa, aki várkastélyt kapott tőle. Miután elnyerte Szakamotót, segített Nobunagának pacifikálni a Tanba régiót, olyan klánokat győzve le, mint a Hatano, vagy a tangói Issiki. Micuhide ekkor megkapta a Kamijama kastélyt és a Tanba régiót.

## Oda Nobunaga elárulása
1579-ben Nobunaga elfoglalta a jakami kastélyt Hatano Hideharutól, békét ígérve neki, ám megszegte a békeszerződést, és kivégeztette Hideharut. Ez felbőszítette a Hatano családot, és egy kis idő múlva Hideharu csatlósai meggyilkolták Akecsi Micuhide édesanyját (vagy nagynénjét). A helyzetet súlyosbította, hogy Nobunaga többször is nyilvánosan megsértette Micuhidét, ami még egyes nyugati megfigyelőknek is feltűnt. Mindezek ellenére nem tudni pontosan, mi váltotta ki a honnódzsi incidenst, mely során Nobunaga 1582. június 21-én életét vesztette.
Micuhidét tartják Oda Nobunaga gyilkosának, bár nem végzett vele, csak rákényszerítette, hogy szeppukut kövessen el. Tojotomi Hidejosi és Tokugava Iejaszu is elsőként akarta megbosszulni Nobunagát és átvenni a helyét. Hidejosi ért Micuhidéhez elsőként. Micuhidét cserbenhagyták szövetségesei, mint például Hoszokava Fudzsitaka. 13 napig élte túl vereségét, amikor a jamazaki csatában Hidejosi legyőzte őt. Egyesek szerint egy Nakamura nevű paraszt ölte meg a bambuszlándzsájával, bár olyan híresztelések is vannak, hogy nem halt meg, hanem szerzetesként új életet kezdett Tenkai néven.

## Származása
Az Akecsi családot a Toki klánhoz, azon keresztül pedig a Minamoto klánhoz lehet visszavezetni. Érdekesség, hogy Minamoto no Joritomo ugyanúgy véget vetett a Taira klánnak, ahogyan Micuhide vetett véget a Taira gyökerekkel rendelkező Nobunaga uralmának.

### Családtagjai
- Cumaki Hiroko: felesége
- Akecsi Micujosi: idősebb fia
- Akecsi Hidemicu: örökbe fogadott fia, Szakamoto Rjóma őse
- Hoszokava Grácia: lánya, Hoszokava Tadaoki felesége
- Akecsi Micuharu: unokatestvére

## Fordítás
- Ez a szócikk részben vagy egészben  az   Akechi Mitsuhide című angol Wikipédia-szócikk ezen változatának fordításán alapul.  Az eredeti cikk szerkesztőit annak laptörténete sorolja fel. Ez a jelzés csupán a megfogalmazás eredetét és a szerzői jogokat jelzi, nem szolgál a cikkben szereplő információk forrásmegjelöléseként.